# Tiago Banega
Tiago Nahuel Banega (Primero de Mayo, 1º luglio 1999) è un calciatore argentino, centrocampista del  Central Norte (S).

## Caratteristiche tecniche
È una mezzala destra.

## Carriera
È cresciuto nel settore giovanile del Defensores (P), in cui ha esordito il 19 novembre 2016 in occasione dell'incontro del Torneo Federal A pareggiato 1-1 contro il Gimnasia Concepción.
Passato al Racing Club, ha esordito in Superliga il 26 gennaio 2020 disputando l'incontro pareggiato 1-1 contro l'Atl. Tucumán.

## Statistiche
Statistiche aggiornate al 15 febbraio 2020.

### Presenze e reti nei club
| Stagione        | Squadra         | Campionato      | Campionato | Campionato | Coppe nazionali | Coppe nazionali | Coppe nazionali | Coppe continentali | Coppe continentali | Coppe continentali | Altre coppe | Altre coppe | Altre coppe | Totale | Totale | Totale |
| Stagione        | Squadra         | Comp            | Pres       | Reti       | Comp            | Pres            | Reti            | Comp               | Pres               | Reti               | Comp        | Pres        | Reti        | Pres   | Reti   |        |
| --------------- | --------------- | --------------- | ---------- | ---------- | --------------- | --------------- | --------------- | ------------------ | ------------------ | ------------------ | ----------- | ----------- | ----------- | ------ | ------ | ------ |
| 2016-2017       | Defensores (P)  | TA              | 4          | 0          | CA              | 0               | 0               |                    | -                  | -                  |             | -           | -           | 4      | 0      |        |
| 2019-2020       | Racing Club     | PD              | 3          | 1          | CA              | 0               | 0               | CL                 | 0                  | 0                  |             | -           | -           | 3      | 1      |        |
| Totale carriera | Totale carriera | Totale carriera | 7          | 1          |                 | 0               | 0               |                    | 0                  | 0                  |             | -           | -           | 7      | 1      |        |

## Palmarès

### Club

#### Competizioni nazionali
- Copa Argentina: 1

Patronato: 2022